# 荘厳の聖母 (チマブーエ)

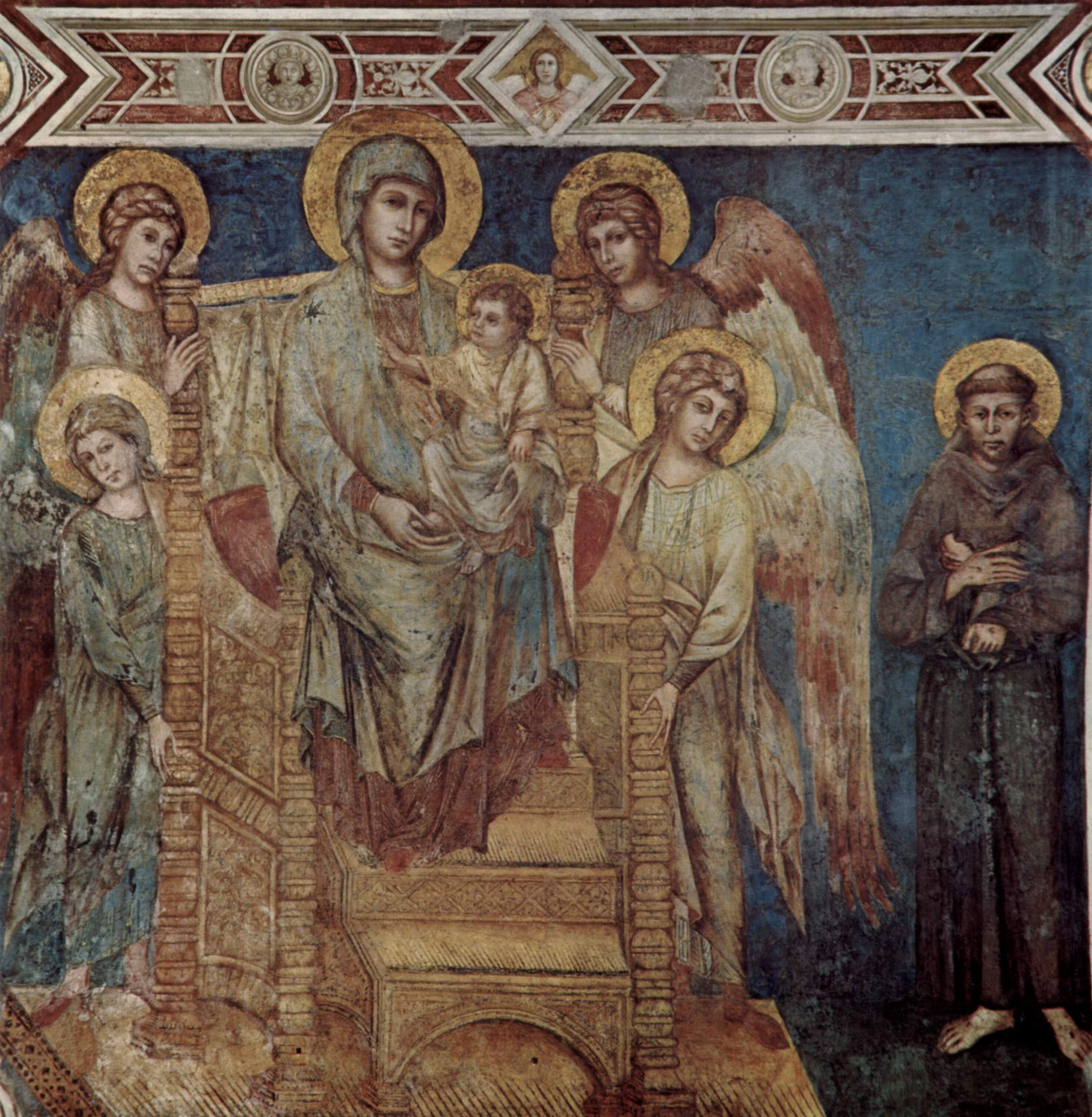
チマブーエ『荘厳の聖母』(1288年)　サン・フランチェスコ聖堂（アッシジ）

『荘厳の聖母』（そうごんのせいぼ、伊: Maestà）または『6人の天使に囲まれた荘厳の聖母』（仏: La Vierge et l’Enfant en majesté entourés de six anges）は、イタリアの芸術家チマブーエによる絵画で、1280年ごろに制作された。パリのルーブル美術館に所蔵されている。
作品は1280年ごろのものと考えられており、ウフィツィ美術館の『サンタ・トリニタの聖母』より時期的に早く、様式的にも異なった特徴を持っている。疑似的な遠近法なしで描かれ、聖母の周りの天使が空間の中に合理的に配置されるのではなく、単に上下に配置されている。玉座は、アッシジのサン・フランチェスコ聖堂（1288–1292年）にあるチマブーエによって描かれた『荘厳の聖母』に似ている。
この作品は「聖母子」の主題の新しい規範を確立し、その後、『ルチェッライの聖母』を描いたドゥッチョ・ディ・ブオニンセーニャなど他の画家によって使用された。
背景となっている金地は、この場面が天上の世界であることを示している。幼子イエスの着ている服の赤色は、受難の象徴である。聖母の服の青色は、周囲の天使の服や翼で繰り返され、画面に色彩の統一感を生んでいる。

## 歴史
イタリアにおけるナポレオンの芸術品略奪の一環として、ピサのサン・フランチェスコ教会から、ジョットの『聖痕を受ける聖フランチェスコ』とともに1813年にルーヴル美術館に取得された。